# Турист (фільм, 1925)
Турист (англ. The Tourist) — американська короткометражна кінокомедія Роско Арбакла 1925 року.

## У ролях
- Джонні Артур
- Гелен Фостер